# The Light of Western Stars
The Light of Western Stars é um filme mudo do gênero faroeste produzido nos Estados Unidos e lançado em 1918, baseado em romance homônimo de Zane Grey.
É considerado filme perdido.